# 25490 Kevinkelly
25490 Kevinkelly è un asteroide della fascia principale. Scoperto nel 1999, presenta un'orbita caratterizzata da un semiasse maggiore pari a 2,4279069 UA e da un'eccentricità di 0,1495743, inclinata di 1,97437° rispetto all'eclittica.